# Романив, Михаил Васильевич (политик)
Михаил Васильевич Романив (укр. Михайло Васильович Романів; род. 30 июля 1956, Корнев, Станиславская область) — украинский политик и государственный деятель. Глава Черновицкой ОГА с 25 июля 2003 по 21 января 2005 года, и с 15 по 21 марта 2014 года.

## Биография
Родился 30 июля 1956 года в селе Корнев Ивано-Франковской (на то время — Станиславской) области.
С сентября 1973 по июль 1974 года работал токарем на завода «Гравитон» в Черновцах.
С сентября 1974 по апрель 1978 года — ученик Черновицкого финансового техникума с перерывом с 1974 по 1976 год в связи со службой в вооружённых силах СССР.
С мая 1978 по июнь 1979 — старший инспектор по кадрам Черновицкого финансового техникума. 1979—1988 — работа на должности заместителя и заведующего Первомайском районном финансовом отделе.
Окончил Черновицкий государственный университет в 1983 году по специальности финансист.
В 1988—1990 годах — заместитель главного контролера-ревизора Министерства финансов Украины по Черновицкой области.
В 1990—1996 годах работал заместителем начальника, начальником финансового управления, а также заместителем председателя Черновицкой областной государственной администрации.
В 1996—2003 годах — начальник управления Министерства финансов Украины, заместитель начальника Главного Контрольно-ревизионного управления Украины, начальник КРУ г. Киева.
Депутат Черновицкой областной рады 3-4 созывов.
С 25 июля 2003 года стал председателем Черновицкой областной государственной администрации. 20 января 2005 года подал президенту Украины Леониду Кучме заявление об увольнении вместе с главой администрации президента Виктором Медведчуком и другими главами ОГА, состоявшими в СДПУ (о): Иваном Ризаком (Закарпатская), Вадимом Лешенко (Черкасская), и Валентином Мельничуком (Черниговская). В эти же годы возглавлял обком СДПУ (о)
С 2005 по 2007 год — директор Черновицкого экономико-правового института. С октября 2007 года — начальник Главного управления Пенсионного фонда Украины в Черновицкой области.
В 2008 году избран председателем областной организации Народной партии, возглавил её региональную парторганизацию.
15 марте 2014 года указом № 299 и. о. президента Украины Александра Турчинова, Михаил Романив был назначен на должность главы Черновицкой ОГА. Это вызвало протесты со стороны активистов из Самообороны и «Правого сектора», обвинявших его в сотрудничестве с прошлой властью и напомнивших о членстве в СДПУ (о). В итоге после часовой беседы с 70 активистами Михаил Романив написал заявление об отставке на имя Александра Турчинова. 21 марта и. о. президента новым указом назначил на этот пост Романа Ванзуряка, другим документом отменив как нереализованным предыдущий указ.

## Образование
Защитил кандидатскую диссертацию по теме «Становление и развитие государственного финансового контроля в Украине» в Киевском национальном университете имени Тараса Шевченко).

## Награды
- Заслуженный экономист Украины.
- Почетный работник ГКРС Украины.
- Почетная грамота Кабинета Министров Украины (декабрь 2001).
- Орден «За заслуги» III степени.
- Ордена Святого Владимира II и III степени, Архистратига Михаила, Георгия Победоносца, «Знак Почета».

Государственный служащий 1-го ранга (август 2003).
Автор более 30 научных трудов, в том числе монографий: «Государственный финансовый контроль и аудит» (1998), «Современная Буковина: 1991—2005 годы в итогах социально-экономического и политического развития края» (2006).

## Семья
Жена Мария Епифановна (1959) работает финансистом. От брака есть двое детей: сын Михаил (1979) — инженер, и дочь Юлия (1983) — экономист, журналист.